# Am Fine
Am Fine es un grupo musical de Tailandia, fue creada en el 2005 en Bangkok. Su primer sencillo titulado "Kard Kwam Aob Aun" (ขาด ความ อบอุ่น) y su primer álbum "Am Fine", fueron lanzados ese mismo año.

## Integrantes
- Nath-Hathay Saengphech (Pfay)
- Nebi Surwancinda (Ne)
- Phongsip Komlthat (Jack)
- Phomon Cuthapanthu (Mon)

## Discografía
Am Fine (2005)
1. Kard Kwam Aob Aun (ขาดความอบอุ่น)
2. Phuying Cainaai (ผู้หญิงใจง่าย)
3. He he!! (เฮ เฮ!!)
4. In Love
5. Thea mi phid (เธอไม่ผิด)
6. Namta yod sabthaai  (น้ำตาหยดสุดท้าย)
7. Mai phid zi mai (ไม่ผิดใช่ไหม)
8. Ca ao yang ngai (จะเอายังไง)
9. Thea phu diyow (เธอผู้เดียว)
10. Fan phi thoe (ฝันไปเถอะ)
11. Kard Kwam Aob Aun Studio Version (ขาดความอบอุ่น Studio Version)

Hi-fine (2006)
1. Ma rak thami ton nii (มารักทำไมตอนนี้)
2. Rak chan prechod khrai (รักฉันประชดใคร)
3. Tokhnum ra (ตกหลุมรัก)
4. Di mi pho (ดีไม่พอ)
5. Kai tha (ใกล้ตา)
6. Cong (จ้อง)
7. Kho khwam (ข้อความ)
8. Manchai ni rak mi manchai ni thoe (มั่นใจในรัก ไม่มั่นใจในเธอ)
9. Dek mi penha (เด็กมีปัญหา)
10. Am Fine

Am Fine Day (2007)
1. Mai nao mei mai chenai (ไม่เหงาไม่มาใช่ไหม)
2. Yum khao mala (ยืมเขามาลา)
3. Snuk nak ruenai (สนุกนักหรือไง)
4. Cai phak cai pong (ใจภักดิ์ ใจปอง)
5. Khwam cing cak pak khong thoe (ความจริงจากปากของเธอ)

Doubt (2008)
1. Chan de mi phow rue thoe mei pho sak thi ฉันดีไม่พอหรือเธอไม่พอซักที
2. Fear Night/Klaw klangkhuen (Fear Night/กลัวกลางคืน)
3. Mei khouhu (ไม่เข้าหู)
4. Ma kon jep kon  (มาก่อนเจ็บก่อน)
5. Khid thung thoe thang nata (คิดถึงเธอทั้งน้ำตา)

Little Room (2008)
1. Faen gao (แฟนเก่า)
2. Khwam rak kab rongthao (ความรักกับรองเท้า)
3. Trong nai khong hua chai thoe (ตรงไหนของหัวใจเธอ)
4. Swan thang (สวนทาง)
5. Yak hi ru wa rak thoe (อยากให้รู้ว่ารักเธอ)
6. Klaw chai (กลัวใจ)
7. Mi hoachai/Tae ri khwam rusuk (มีหัวใจ/แต่ไร้ความรู้สึก)
8. Toklong rao pen ai kan  (ตกลงเราเป็นอะไรกัน)
9. Seying thi mi diyin (เสียงที่ไม่ได้ยิน)
10. Dwongtawan khong chai (ดวงตะวันของใจ)

Drama (2009)
1. Pelyin faen ngay kwa (เปลี่ยนแฟนง่ายกว่า)
2. Hami coe rhoe thei mimi (หาไม่เจอหรือเธอไม่มี)
3. Nokcai hrai sak khon (นอกใจใครสักคน)
4. Reim mai kab khai mi dai (เริ่มใหม่กับใครไม่ได้)
5. Khon don mai di khon di mi don  (คนโดนไม่ดี คนดีไม่โดน)
6. Khwam ngeiyib thaen kha tob (ความเงียบแทนคำตอบ)
7. Thing tae pak (ทิ้งแต่ปาก)
8. Ceb laek ngao (เจ็บแลกเหงา)
9. Pen pheoun kab theo mi dai (เป็นเพื่อนกับเธอไม่ได้)
10. Rab wua yang deiyow (รับไว้อย่างเดียว)

My self (2011)
1. Cai mi khaeng hemoun pak (ใจไม่แข็งเหมือนปาก)
2. Khon mai swy phid samoe (คนไม่สวยผิดเสมอ)
3. Namta ca lai (น้ำตาจะไหล)

Focus (2012)
1. Plyn fan lai hun/Michi khun lay cai (เปลี่ยนแฟนหลายหน/ไม่ใช่คนหลายใจ)